# Supunna albopunctata
Supunna albopunctata là một loài nhện trong họ Corinnidae.
Loài này thuộc chi Supunna. Supunna albopunctata được Henry Roughton Hogg miêu tả năm 1896.